# Офенбург
Офенбург (њем. Offenburg) град је у њемачкој савезној држави Баден-Виртемберг. Једно је од 51 општинског средишта округа Ортенау. Према процјени из 2010. у граду је живјело 59.208 становника. Посједује регионалну шифру (AGS) 8317096.

## Географски и демографски подаци
Офенбург се налази у савезној држави Баден-Виртемберг у округу Ортенау. Град се налази на надморској висини од 163 метра. Површина општине износи 78,4 km². У самом граду је, према процјени из 2010. године, живјело 59.208 становника. Просјечна густина становништва износи 755 становника/km².

## Међународна сарадња
| Мјесто   | Држава               | Врста сарадње | Од    |
| -------- | -------------------- | ------------- | ----- |
| Олштин   | Пољска               | партнерство   | 1999. |
| Борамвуд | Уједињено Краљевство | партнерство   | 1980. |
|          | Француска            | партнерство   | 1959. |
| Вајц     | Аустрија             | партнерство   | 1964. |
| Извор    |                      |               |       |